# Communio-Theologie
Communio-Theologie befasst sich mit einem Grundvollzug des christlichen Glaubens.
Die katholische Kirche hat sich auf dem Zweiten Vatikanischen Konzil das erste Mal in einer Gesamtschau zu ihrem Kirchenverständnis geäußert und dabei verschiedene Aspekte betont. Traditionell sind die Sakramente und das kirchliche Amt ihr besonders wichtig. Diese Prämissen werden nun in die Bezeichnung der Kirche als Grund-Sakrament aufgenommen, eine Sicht, die die Kirche als Werkzeug und Zeichen des Heils (vgl. Lumen gentium 1) bestimmt.
Darin hat die Communio-Theologie ihren besonderen Platz. Sie betrachtet das Sein der Kirche als Gemeinschaft zwischen Gott und den Menschen und zwischen den einzelnen Menschen und Menschengruppen. Wichtig ist darin v. a. das „Einheitsamt des Petrus“ – das Papstamt.
Papst Johannes Paul II. verfasste 1992 ein Schreiben mit dem Titel Communionis notio, welches durch die Kongregation für die Glaubenslehre an die Bischöfe der Katholischen Kirche gesandt wurde. Darin behandelt er einige Aspekte der Kirche als „Communio“.

„Der Begriff Communio – Gemeinschaft – (koinonía), […] bringt den tiefen Kern des Geheimnisses der Kirche sehr gut zum Ausdruck und vermag zweifelsohne eine Schlüsselrolle im Bemühen um eine erneuerte katholische Ekklesiologie zu spielen.“

Mit anderen Worten: Die Kirche ist das Geheimnis der Gemeinschaft, sie ist Gesamtkirche, die sich aus Teilkirchen zusammensetzt. Die Gemeinschaft wurzelt in Eucharistie und Episkopat (vgl. Unitatis redintegratio), sodass auch in anderen christlichen Gemeinschaften Elemente von Kirche-Sein gefunden werden.